# Jeremias
Jeremias ist ein männlicher Vorname, der auch als Familienname vorkommt.

## Herkunft und Bedeutung
Der Name Jeremias geht auf den hebräischen Namen יִרְמְיָהוּ jirməjā́hû zurück, der sich aus der Wurzel רום rwm „erheben“, „erhöhen“ im Hiphil und dem Gottesnamen יהוה jhwh zusammen und bedeutet „der Herr ist erhaben“.

## Verbreitung
In Österreich war der Name Jeremias vor allem in den späten 1990er und frühen 2000er Jahren beliebt, zählte jedoch nie zu den Topnamen. Im Jahr 2001 erreichte er mit Rang 155 seine bislang höchste Platzierung (Stand 2021). Heute wird er selten vergeben. Im Jahr 2021 stand er auf Rang 571 der Vornamenscharts.
Neben Österreich ist der Name in erster Linie in Portugal verbreitet, jedoch nicht sehr beliebt. Auch in Brasilien kommt der Name nur selten vor.
In Deutschland wird der Name nur selten vergeben. Auf der Liste der beliebtesten Vornamen der 2010er Jahre belegt Jeremias Rang 601.

## Varianten
- Amharisch: ኤርምያስ ʾerəmɨyas
- Deutsch: Jeremia
- Englisch: Jeremiah, Jeremy
  - Diminutiv: Jem, Jemmy, Jere, Jerry
    - Britisch: Jez, Jezza
- Finnisch: Jarmo, Jorma
  - Diminutiv: Jarkko, Jere
- Französisch: Jérémie, Jérémy
- Griechisch: Ἰερεμίας Ieremías
- Hebräisch: יִרְמְיָהוּ jirməjā́hû, יִרְמְיָה jirməjâ, Yirmiya
- Italienisch: Geremia
  - Latein: Hieremias
- Polnisch: Jeremi, Jeremiasz
- Russisch: Иеремия Ieremija
- Schwedisch: Jeremia
- Spanisch: Jeremías

- Ukrainisch: Єремія Jeremija

## Namenstag
Der Namenstag von Jeremias wird nach dem Propheten Jeremia am 1. Mai gefeiert.

## Namensträger

### Vorname
- Jeremias II. (1530–1595), Patriarch von Konstantinopel

- Jeremias Achtzenichts (16.–17. Jh.), deutscher Spielkartenmaler
- Jeremiasz Anchimiuk (1943–2017), polnischer Geistlicher, Erzbischof der Polnisch-Orthodoxen Kirche
- Jeremias Theodor Boisselier (1826–1912), deutscher Reichsoberhandelsgerichtsrat und Reichsgerichtsrat
- Jeremias Bunsen (1688–1752), Hofmaler, Münzmeister und Bürgermeister
- Jeremias Chauvet (≈1619–1699) war ein kursächsischer Generalfeldmarschall
- Jeremias Christensen (1859–1908), deutsch-dänischer Bildhauer und Medailleur
- Jeremiah Cymerman (* 1980), US-amerikanischer Musiker
- Jeremias de Decker (1609/10–1666), niederländischer Dichter
- Jeremias Deutschmann (1634–1704), deutscher lutherischer Theologe und Archidiakon
- Jeremias Drexel (1581–1638), Erbauungsschriftsteller
- Jeremias Eisenmenger († 1625), Stadtarzt in Heilbronn
- Jeremias Eißler († 1702), deutscher Goldschmied, Bildhauer, Wachsbossierer, Skulpteur und Medailleur
- Jeremias Nicolaus Eyring (1739–1803), deutscher Rektor und Hochschullehrer
- Jeremias Falck (≈1620–1677), Kupferstecher und Graveur
- Jeremias David Alexander Fiorino (1797–1847), deutscher Miniaturenmaler
- Jeremias Geisler (1884–1936), grönländischer Landesrat
- Jeremias Gmelin (1613–1698), deutscher lutherischer Geistlicher
- Jeremias Gotthelf (1797–1854), schweizerischer Schriftsteller
- Jeremias Heinemann (1778–1855), deutscher Autor, Orientalist, Lehrer, Herausgeber und Übersetzer
- Jeremias Hoesch (≈1610–1653), erster Eisenindustrieller der Familie Hoesch
- Jeremias Homberger (1529–1595), deutscher lutherischer Theologe
- Jeremias Antônio de Jesus (* 1966), brasilianischer Geistlicher
- Jeremias Kaligiorgis (1935–2025), Metropolit und Exarch
- Jeremias Koschorz (* 1987), deutscher Schauspieler und Synchronsprecher
- Jeremias L’Orsa (1757–1837), Schweizer reformierter Pfarrer und Pädagoge
- Jeremias Rudolph Lichtenstaedt (1792–1849), deutscher Mediziner
- Jeremias Lorch (* 1995), deutscher Fußballspieler
- Jeremias Majer (1735–1789), englischer Maler deutscher Herkunft
- Jeremias Nigrinus (1596–1646), deutscher Pädagoge und Hochschullehrer
- Jeremias Gottfried von Noël (1768–1836), Beamter, Geheimrat und Gesandter des Fürsten Konstantin zu Salm-Salm
- Jeremias Jakob Oberlin (1735–1806), französischer Gelehrter, Philologe, Germanist und romanistischer Dialektologe
- Jeremias Papke (1672–1755), deutscher Mathematiker und evangelischer Theologe
- Jeremias Rebstock (1602–1660), evangelischer Theologe, Gelehrter, Abt im Kloster Blaubeuren
- Jeremias Friedrich Reuß (1700–1777), deutscher Theologe
- Jeremias Reusner (1590–1652), deutscher Rechtswissenschaftler
- Jeremias David Reuss (1750–1837), deutscher Philologe, Literaturhistoriker und Bibliothekar
- Jeremias Rhetius (1631–1681), deutscher Mediziner und Stadtphysicus von Arnstadt
- Jeremias Benjamin Richter (1762–1807), deutscher Chemiker, Bergbausachverständiger und Privatgelehrter
- Jeremias Rose (* 1982), deutscher Handballtrainer und -spieler
- Jeremias Sauter (1650–1709), Hofuhrmacher des Salzburger Fürsterzbischofs Johann Ernst von Thun und Hohenstein
- Jeremias Schröder (* 1964), deutscher Benediktiner und Abtpräses
- Jeremias Siegel (1594–1646), frühneuzeitlicher deutscher Unternehmer
- Jeremias Simon (1632–1701), deutscher evangelischer Geistlicher, Dichter und Chronist
- Jeremias Spiegel (1589–1637), deutscher lutherischer Theologe und Rhetoriker
- Jeremias Süßner (1653–1690), deutscher Bildhauer
- Jeremias Sutel (≈1587–1631), deutscher Bildhauer
- Jeremias Thiel (* 2001), deutscher Autor
- Jeremias Van Rensselaer (1793–1871), US-amerikanischer Mediziner und Geologe
- Jeremias Van Vliet (1602–1663), Kaufmann und Direktor einer Niederlassung der Niederländischen Ostindien-Kompanie
- Jeremias Wigger (* 1965), Schweizer Skilangläufer
- Jeremias Balthasar Wilhelmi (1675–1717), deutscher Metallkünstler, Gold- und Silberschmied sowie Medailleur
- Jeremias Wolff (1663–1724), Augsburger Kupferstecher und Verleger

### Familienname
- Alfred Jeremias (1864–1935), deutscher Religionshistoriker und Assyriologe
- Friedrich Jeremias (1868–1945), deutscher evangelischer Theologe
- Gert Jeremias (1936–2016), deutscher evangelischer Theologe und Hochschullehrer
- Joachim Jeremias (1900–1979), deutscher lutherischer Theologe und Orientalist
- Jörg Jeremias (1939–2024), deutscher evangelischer Theologe und Hochschullehrer
- Tilman Jeremias (* 1966), deutscher evangelisch-lutherischer Bischof